# Villa del Sole
A Villa del Sole é uma mansão histórica localizada em Sanremo na Itália.

## História
A mansão foi construída em 1898 a partir do projeto do arquiteto Pio Soli, que se inspirou em modelos decorativos já presentes em outras residências da cidade, como a Villa Mi Sol e a Villa Bevilacqua Marsaglia, bem como nas obras do francês Charles Garnier.
Os interiores e exteriores do edifício, incluindo o amplo jardim da propriedade, foram cuidadosamente elaborados pelos decoradores Luca Casella e Giovanni Bagliani.
Depois de ter pertencido à senhora Teodolinda Rebuffini Tomba no início do século XX, a villa permaneceu por muitos anos sob a propriedade do duque Pietro d'Acquarone, que ocupou o cargo de ministro da Real Casa de 1939 a 1944. A residência foi esporadicamente frequentada também pela rainha da Itália Helena de Montenegro durante suas estadias em Sanremo.
A propriedade é administrada desde 1973 pelas Irmãs Oblatas do Sagrado Coração de Jesus.

## Descrição
A villa apresenta as características típicas do arquitetura do Segundo Império, como por exemplo, o sótão com mansarda.

## Galeria

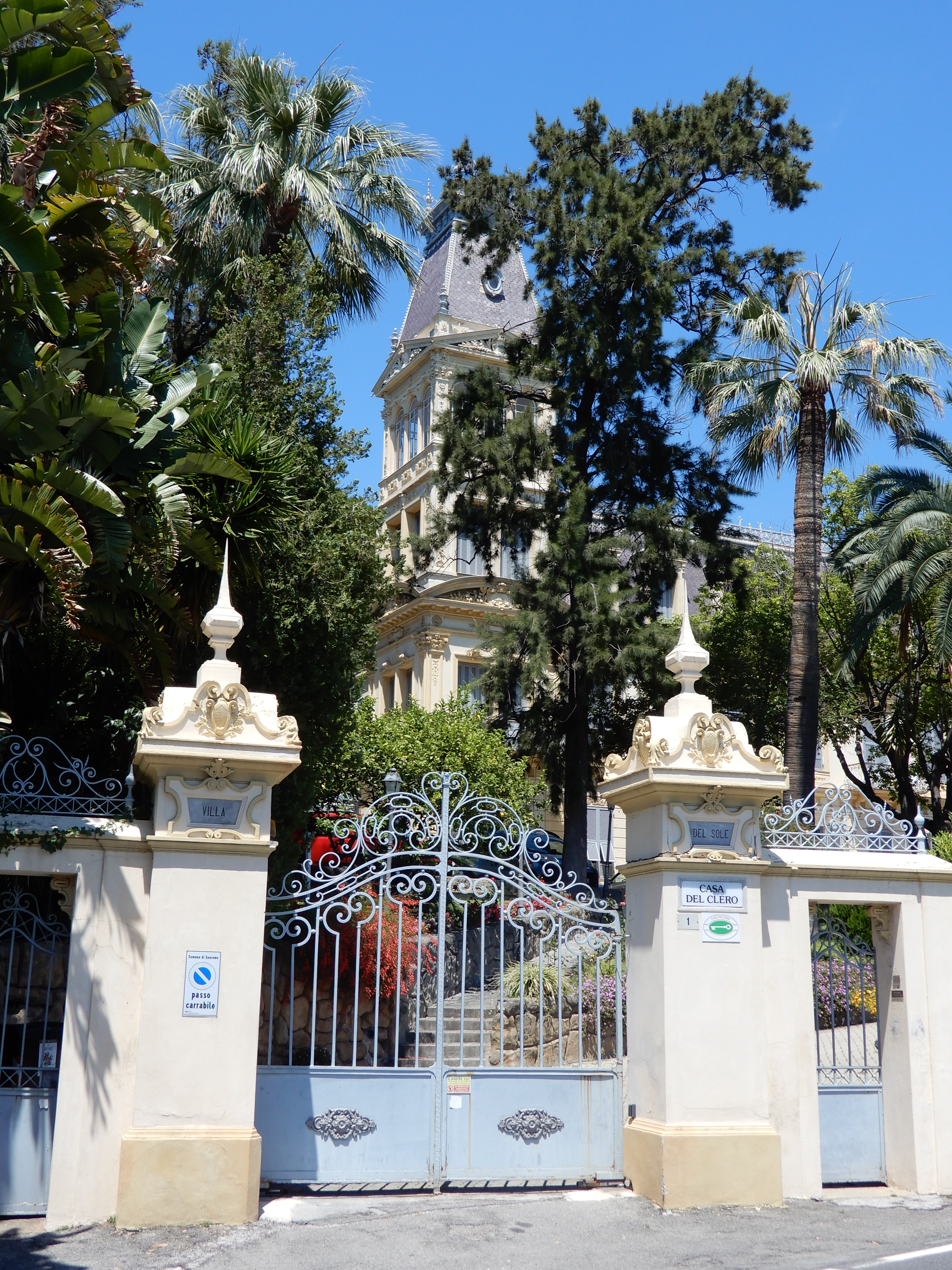
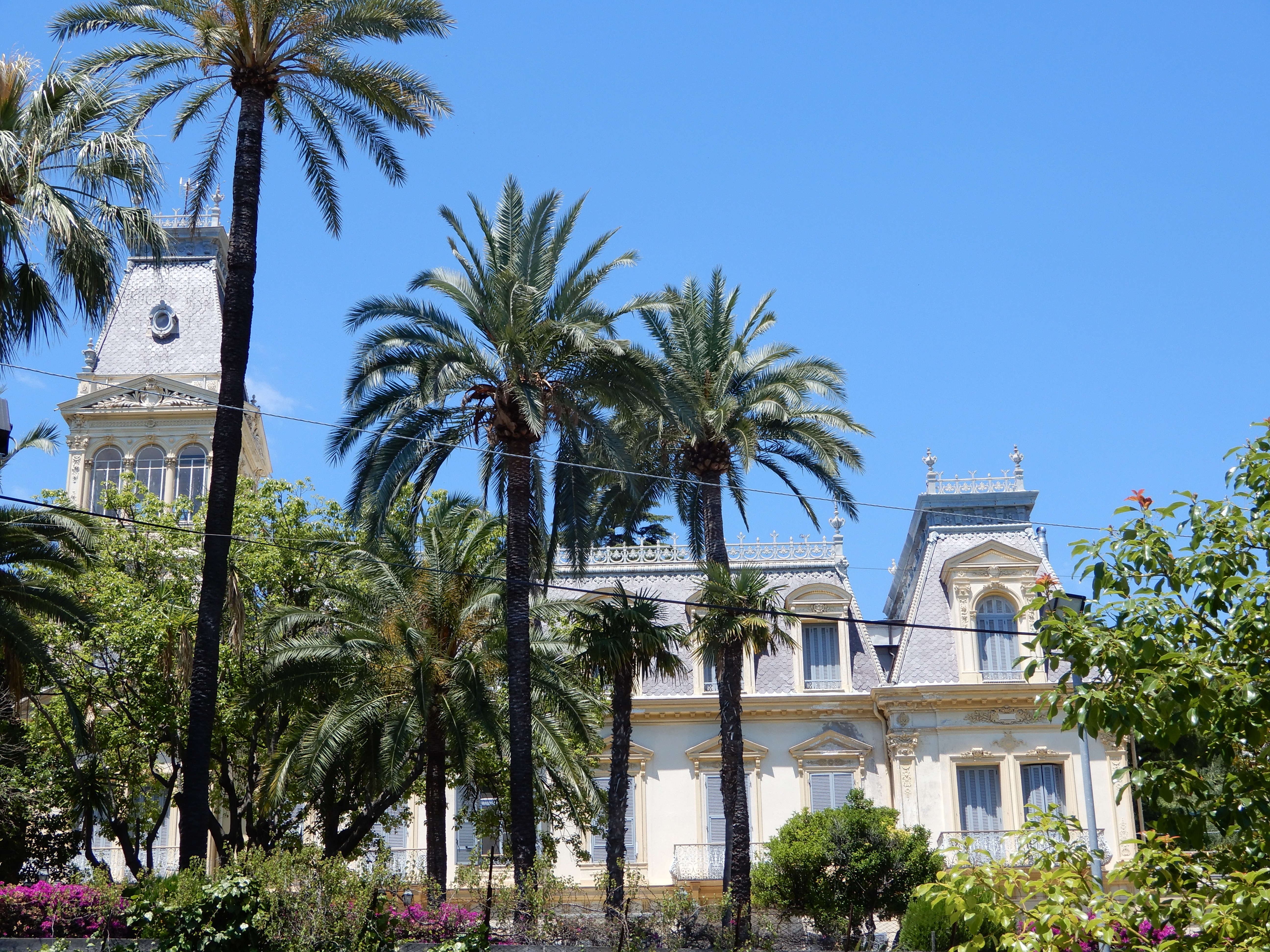
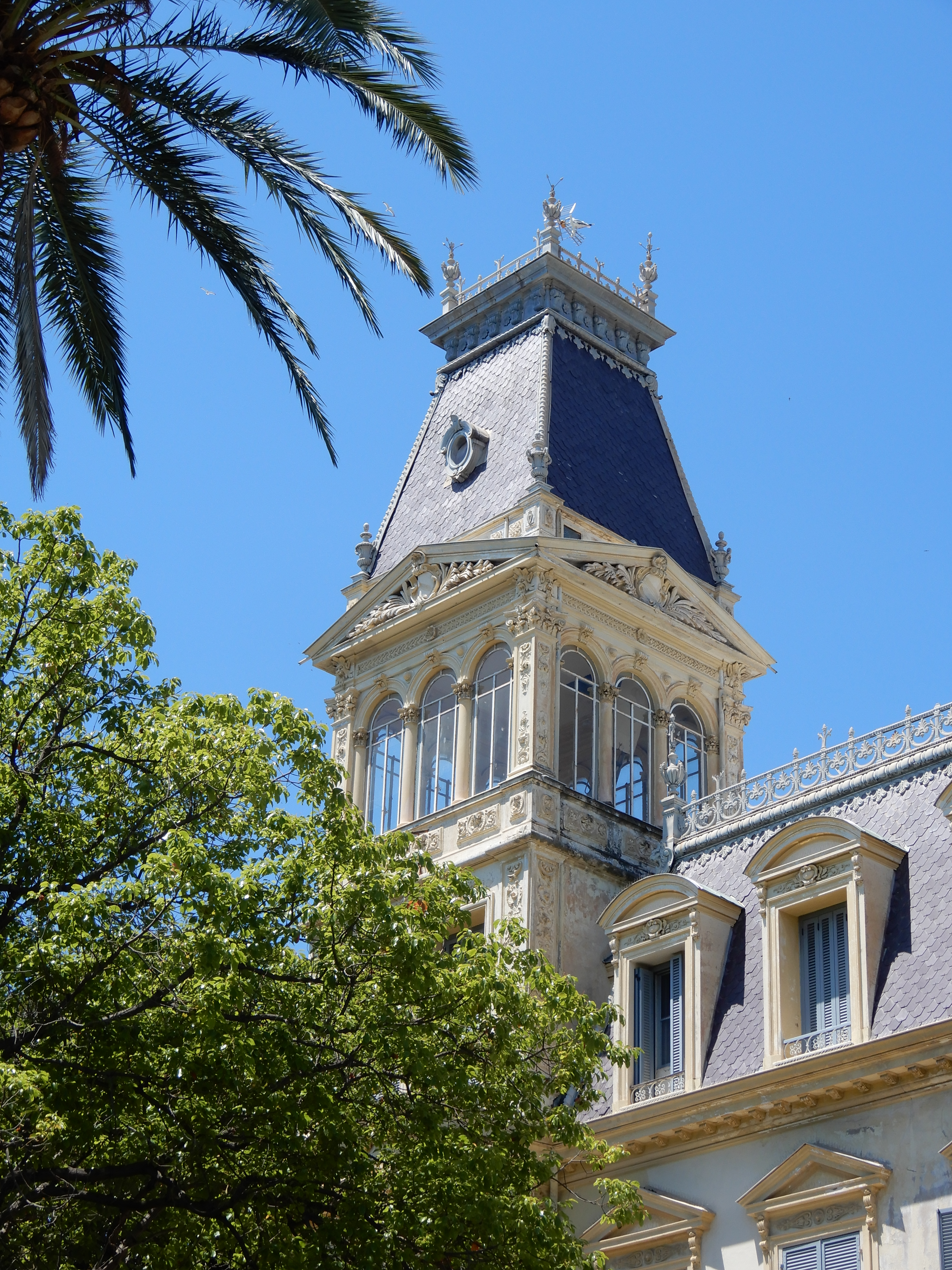